# Charles J. Guiteau
Charles Julius Guiteau (ur. 8 września 1841 we Freeport (Illinois), zm. 30 czerwca 1882 w Waszyngtonie) – amerykański prawnik, zabójca prezydenta Stanów Zjednoczonych, Jamesa A. Garfielda.

## Życiorys
Był czwartym z sześciorga dzieci Luthra Wilsona Guiteau i Anne z domu Howe. W 1850 razem z rodziną przeniósł się do Ulao w Wisconsin, a po śmierci matki w 1850 z powrotem zamieszkał we Freeport. Odziedziczył majątek w wysokości 1000 dolarów i wyjechał do Ann Arbor, aby studiować na University of Michigan, ale nie zdał egzaminów wstępnych. Dołączył wtedy do sekty znanej jako wspólnota Oneida. Przez pewien czas próbował wydawać gazetę „The Daily Theocrat” w Hoboken, ale przedsięwzięcie się nie udało. Wrócił do wspólnoty Oneida, ale niedługo opuścił ją ponownie i pozwał jej założyciela Johna Humphreya Noyesa. 
Guiteau zdobył licencję na prowadzenie kancelarii prawniczej w Chicago, co czynił z miernym powodzeniem. 
Wydał książkę zatytułowaną The Truth, która była niemal w całości plagiatem z dzieł Noyesa. Zajął się następnie polityką wydając pamflet „Grant vs. Hancock” popierający Ulyssesa Granta w jego kampanii prezydenckiej, z niewielkimi zmianami wydany potem pod tytułem „Garfield vs. Hancock”, gdy James A. Garfield zdobył nominację prezydencką. Tekst był rozpowszechniany przynajmniej na kilku spotkaniach republikanów, co po wygranej Garfielda utwierdziło Guiteau w przekonaniu, że to jemu urzędujący prezydent USA zawdzięcza zwycięstwo. Uważał, że należy mu się nagroda za jego udział w zwycięskiej kampanii i wielokrotnie starał się o stanowisko ambasadora. 14 maja 1881 sekretarz stanu James Blaine osobiście zabronił Guiteau kolejnych wizyt w tej sprawie.

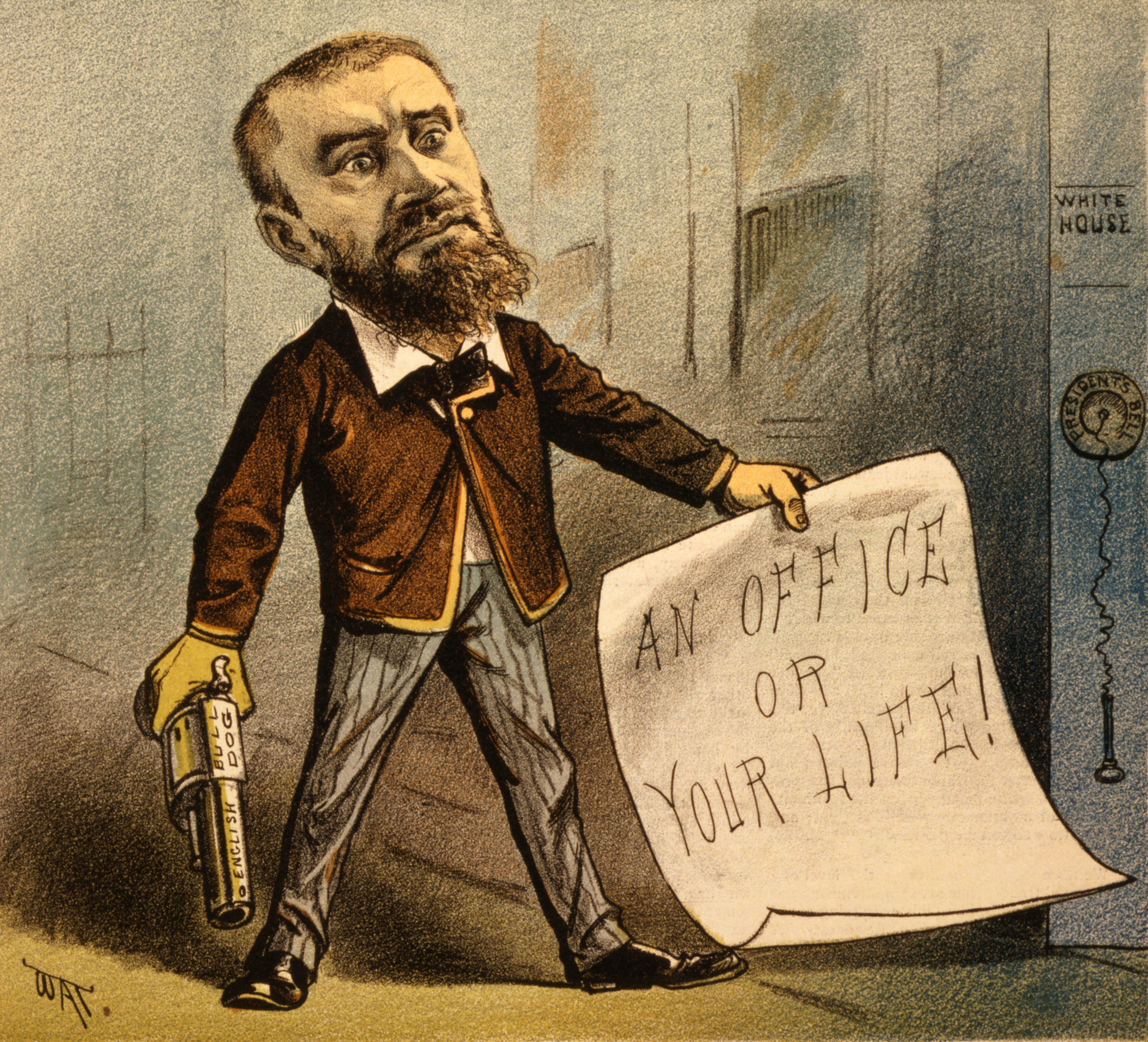
Polityczna karykatura z 1881 roku przedstawiająca Guiteau trzymającego rewolwer i kartkę z napisem „Stanowisko albo życie!” Podpis do rysunku brzmi „Model Office Seeker”.

Guiteau twierdził później, że Bóg kazał mu zamordować prezydenta. Kupił broń (rewolwer .442 Webley) i 2 lipca 1881 strzelił dwukrotnie do Garfielda na stacji kolejowej Baltimore-Potomac. 19 września Garfield zmarł. 14 listopada 1881 rozpoczął się proces Guiteau. Edward Charles Spitzka, nowojorski psychiatra, jako jedyny z powołanych przed sąd ekspertów uznał, że Guiteau jest chory umysłowo i prawdopodobnie dokonał morderstwa, gdy nie był w pełni władz umysłowych. Wiadomo, że chorował na kiłę (zaraził się około 1874 od prostytutki) i malarię.
25 stycznia 1882 został uznany za winnego, apelację odrzucono; wyrok wykonano przez powieszenie. Ostatnimi słowami Guiteau był napisany przez niego wiersz, „I am Going to the Lordy”.